# Əbdürrəhman bəy Fətəlibəyli
Əbdürrəhman bəy Əli bəy oğlu Fətəlibəyli-Düdənginski (ros. Абдуррахман Али оглы Фаталибейли-Дуденгинский, Abdurrachman Ali ogły Fatalibejli-Dudenginski, ur. 30 maja?/12 czerwca 1908 we wsi Düdəngə w guberni erywańskiej, zm. 20 listopada 1954 w Monachium) – radziecki oficer narodowości azerskiej, inżynier wojskowy II stopnia, żołnierz kolaboracyjnych formacji wojskowych złożonych z Azerów oraz przewodniczący Azerbejdżańskiego Komitetu Narodowego podczas II wojny światowej, emigracyjny działacz azerski, pracownik Radia Wolna Europa.

## Życiorys
Od młodego wieku służył w Armii Czerwonej, gdzie dał się poznać jako zdolny oficer i dowodził azerską dywizją narodowościową. W latach 1935–1936 uczył się w Moskiewskiej Akademii Wojskowej. Na przełomie 1939 i 1940 r. brał udział w wojnie sowiecko-fińskiej; został odznaczony Orderem Czerwonej Gwiazdy. Służył w jednym ze sztabów Leningradzkiego Okręgu Wojskowego.
Po najeździe Niemiec na ZSRR we wrześniu 1941 roku poddał się wojskom niemieckim i został osadzony w obozie jenieckim. Tam tworzył kolaboracyjną organizację antysowiecką, czym zainteresował niemieckie władze wojskowe. Od września 1942 r. działał w składzie Azerbejdżańskiego Komitetu Narodowego, zajmując się formowaniem oddziałów wojskowych złożonych z Azerów. Następnie ochotniczo wstąpił do Legionu Azerbejdżańskiego, zostając w stopniu majora oficerem łącznikowym w 804 Azerbejdżańskim Batalionie (przez pewien czas był jego zastępcą dowódcy). W późniejszym okresie służył w 806 i I/73 Batalionach. Za walkę z partyzantami dostał w 1943 r. Krzyż Żelazny II klasy. W tym samym roku utworzył i stanął na czele Azerbejdżańskiej Partii Narodowo-Socjalistycznej. Zorganizował zjazd Narodowego Zjednoczenia Azerbejdżanu, na którym został wybrany przewodniczącym Azerbejdżańskiego Komitetu Narodowego. Na początku listopada 1943 r. w Berlinie przewodniczył konferencji dotyczącej przyszłości sprawy wschodniej z udziałem działaczy emigracyjnych z Kaukazu, Uralu i Azji Środkowej. W lipcu 1944 r. wystąpił z manifestem przedstawiającym przyszłość azerbejdżańskich Turków, a także głoszącym wymordowanie Ormian i nietureckich narodów Kaukazu oraz czystość rasową Turków. Jego poglądy polityczne łączyły idee faszystowskie z pantureckimi.
W jednostkach kaukaskich niemieckiej armii walczył do końca wojny. W 1945 r. poddał się wojskom alianckim, po czym rozpoczął pracę dla amerykańskiego wywiadu Office of Strategic Services, a następnie Central Intelligence Agency. Od 1953 r. był szefem azerbejdżańskiego oddziału Radia Wolna Europa w Monachium. W listopadzie 1954 r. został tam zamordowany najprawdopodobniej przez agenta KGB.
Miał żonę Lejlę i jedno dziecko.